# Lophognathus gilberti
Espèce
Synonymes
- Redtenbacheria fasciata Steindachner, 1867
- Physignathus incognitus Ahl, 1926

Statut de conservation UICN

 LC  : Préoccupation mineure
Lophognathus gilberti est une espèce de sauriens de la famille des Agamidae.

## Répartition
Cette espèce est endémique d'Australie. Elle se rencontre au Queensland, au Territoire du Nord et en Australie-Occidentale.

## Étymologie
Cette espèce est nommée en l'honneur de John Gilbert.

## Publication originale
- Gray, 1842 : Description of some hitherto unrecorded species of Australian reptiles and batrachians. Zoological Miscellany, vol. 2, p. 51-57 (texte intégral).